# Pierre Charpentier
Pour les articles homonymes, voir Pierre Charpentier (hockey sur glace) et Charpentier (homonymie).
Pierre Charpentier, né à Toulouse  et mort le 8 juin 1612, est un jurisconsulte et polémiste français.
Théodore de Bèze invite ce converti à enseigner le droit à Genève. Il prendra ses distances avec le calvinisme. Revenu en France, il justifie la Saint-Barthélemy. En 1603, il est nommé doyen de la faculté de droit de Pont-à-Mousson.

## Œuvres
- Advertissement sainct et chrestien touchant le port des armes, à Monsieur de Lomanie, baron de Terride et de Seriniac ; traduict du latin, Paris, Sébastien Nivelle, au Cicognes, rue Saint Jacques, 1575.
- Lettre de Pierre Charpentier Jurisconsulte, adressee à François Portus, Candiois, par laquelle il monstre que les persecutions des Eglises de France sont advenues, non par la faute de ceux qui faisoient profession de la Religion, mais de ceux qui nourrissoyent les factions et conspirations, qu’on appelle la Cause.